# Гарретт (Техас)
Гарретт (англ. Garrett) — місто (англ. town) в США, в окрузі Елліс штату Техас. Населення — 829 осіб (2020).

## Географія
Гарретт розташований за координатами 32°22′27″ пн. ш. 96°39′9″ зх. д. / 32.37417° пн. ш. 96.65250° зх. д. (32.374264, -96.652606).  За даними Бюро перепису населення США в 2010 році місто мало площу 4,71 км², з яких 4,66 км² — суходіл та 0,05 км² — водойми.

## Демографія
Згідно з переписом 2010 року, у місті мешкало 806 осіб у 227 домогосподарствах у складі 186 родин. Густота населення становила 171 особа/км².  Було 261 помешкання (55/км²).
Расовий склад населення:
| - 60,8 % — білих - 2,1 % — чорних або афроамериканців - 0,1 % — азіатів - 35,9 % — осіб інших рас |

До двох чи більше рас належало 1,1 %. Частка іспаномовних становила 57,3 % від усіх жителів.
За віковим діапазоном населення розподілялося таким чином: 35,9 % — особи молодші 18 років, 56,9 % — особи у віці 18—64 років, 7,2 % — особи у віці 65 років та старші. Медіана віку мешканця становила 27,2 року. На 100 осіб жіночої статі у місті припадало 101,0 чоловіків;  на 100 жінок у віці від 18 років та старших — 102,0 чоловіків також старших 18 років.
Середній дохід на одне домашнє господарство  становив 48 426 доларів США (медіана — 37 917), а середній дохід на одну сім'ю — 47 097 доларів (медіана — 36 667). Медіана доходів становила 26 972 долари для чоловіків та 22 917 доларів для жінок. За межею бідності перебувало 34,9 % осіб, у тому числі 46,9 % дітей у віці до 18 років та 0,0 % осіб у віці 65 років та старших.
Цивільне працевлаштоване населення становило 345 осіб. Основні галузі зайнятості: виробництво — 24,3 %, будівництво — 20,6 %, освіта, охорона здоров'я та соціальна допомога — 15,9 %, роздрібна торгівля — 12,8 %.